# Bronson Canyon

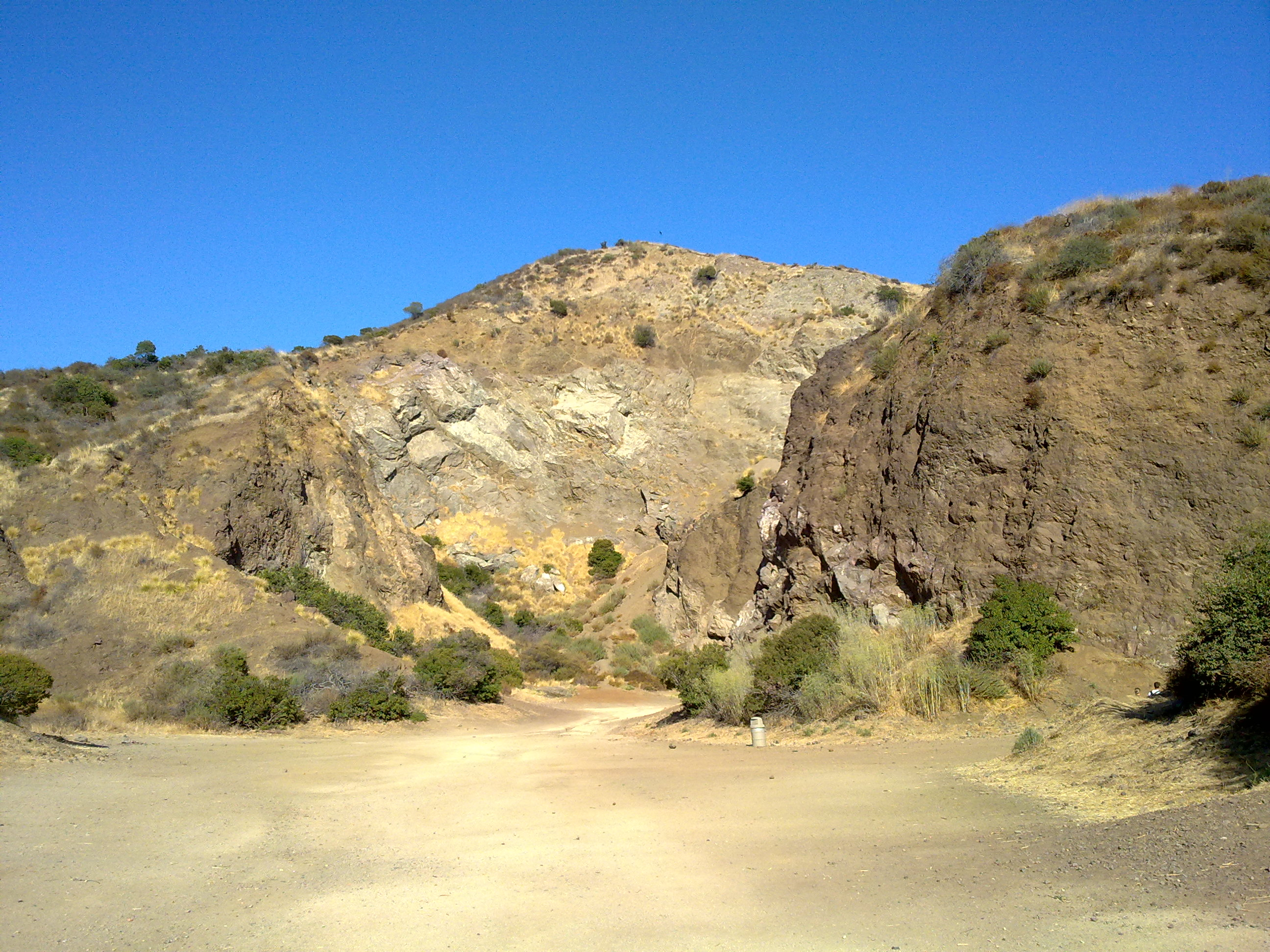
Der Bronson Canyon

Der Bronson Canyon, oder die Bronson Höhlen, ist ein Teil des Griffith Parkes in Los Angeles, der als Film-Location für viele Hollywood-Produktionen verwendet wurde.

## Produktionen, die im Canyon gefilmt wurden

### Filme
- Lightning Bryce (1919)
- Riders of the Purple Sage (1925)
- The Lightning Warrior (1931)
- The Hurricane Express (1932)
- Jagd auf James A. (1932)
- The White Zombie (1932)
- Sein Freund, der Desperado (1933)
- Die drei Musketiere (1933)
- The Vampire Bat (1933)
- Mystery Mountain (1934)
- The Phantom Empire (1935)
- Flash Gordon (1936)
- Robinson Crusoe of Clipper Island (1936)
- Zorro Rides Again (1937)
- Dick Tracy Returns (1938)
- Hawk of the Wilderness (1938)
- The Lone Ranger Rides Again (1939)
- Adventures of Captain Marvel (1941)
- Call of the Canyon (1942)
- Leather Burners (1943)
- Pirates of Monterey (1947)
- Silver River (1948)
- Atom Man vs. Superman (1949)
- Diamantenjagd im Urwald (1950)
- Der Geier von Arizona (1950)
- Flame of Araby (1951)
- Unknown World (1951)
- Carson City (1952)
- Robot Monster (1953)
- Captain John Smith and Pocahontas (1953)
- Killers from Space (1954)
- Die letzten Sieben (1955)
- Crashout (1955)
- Die Dämonischen (1956)
- Der weiße Reiter (1956)
- It Conquered the World (1956)
- Der Schwarze Falke (1956)
- Men in War (1957)
- Night of the Blood Beast (1957)
- The Brain from Planet Arous (1957)
- The Cyclops (1957)
- Attack of the Crab Monsters (1957)
- Die Rache der schwarzen Spinne (1958)
- Monster from Green Hell (1958)
- Draculas Blutnacht (1958)
- Teenage Caveman (1958)
- Der Herrscher von Kansas (1959)
- Invisible Invaders (1959)
- Teenagers from Outer Space (1959)
- The Cape Canaveral Monsters (1960)
- Eegah (1962)
- Invasion of the Star Creatures (1962)
- Das Zauberschwert (1962)
- Sacramento (1962)
- The Gun Hawk (1963)
- They Saved Hitler’s Brain (Madmen of Mandoras) (1963)
- FBI jagt Phantom (1965)
- Batman hält die Welt in Atem (1966)
- Mondo Bizarro (1966)
- Flaming Frontier (1968)
- Head (1968)
- The Mighty Gorga (1969)
- Equinox (1970)
- Octaman – Die Bestie aus der Tiefe (1971)
- Der verlorene Horizont (1973)
- Mrs. Sundance (1974)
- Flesh Gordon (1974)
- The Human Tornado (1976)
- The Choirboys (1977)
- Last Ride of the Dalton Gang (1979)
- The Return (1980)
- Die Legende vom einsamen Ranger (1981)
- Talon im Kampf gegen das Imperium (1982)
- Dreamscape – Höllische Träume (1984)
- Der Liquidator (1984)
- Thrashin’ (1986)
- Munchies (1987)
- Magic Movie (1989)
- Star Trek VI: Das unentdeckte Land (1991)
- The Roller Blade Seven (1991)
- Armee der Finsternis (1992)
- Guns of El Chupacabra (1997)
- La Cucaracha – Spiel ohne Regeln (1998)
- George – Der aus dem Dschungel kam (1997)
- Am Ende der Gewalt (1997)
- The Lost Skeleton of Cadavra (2001)
- Cabin Fever (2002)
- Fangs (2002)
- The Scorpion King (2002)
- Return to the Batcave: The Misadventures of Adam and Burt (2003)
- Tremors 4 – Wie alles begann (2004)
- Vampire Blvd. (2004)
- Diabolical Tales (2007)
- Dragon Wars (2007)
- Princess of Mars (2009)
- Mega Python vs. Gatoroid (2010)
- Mega Shark vs. Crocosaurus (2010)
- The Whisperer in Darkness (2011)
- Baseball’s Last Hero: 21 Clemente Stories (2013)
- B.C. Butcher (2016)
- Hail, Caesar! (2016)
- Absolute Vow (2017)
- Time Trap (2017)
- Under the Silver Lake (2018)

### Fernsehserien
- Die Fälle des Harry Fox (Rätsel um Hollywood)
- Das A-Team
- Die Abenteuer des Brisco County jr.
- The Adventures of Rin Tin Tin
- Alias Smith und Jones
- Bat Masterson
- Batman
- Beauty and the Geek
- Bonanza
- Combat!
- Ein Duke kommt selten allein ("Hazzard Connection")
- Falcon Crest
- Rauchende Colts
- Have Gun – Will Travel
- Iron Horse ("The Man from New Chicago" S01E10)
- The Last Ship
- Unsere kleine Farm
- The Lone Ranger
- Mighty Morphin Power Rangers
- Kobra, übernehmen Sie (1960er)
- The Monkees
- The Outer Limits (1960er)
- Perry Mason (1960er)
- Tausend Meilen Staub
- Salute Your Shorts (The Cursed Skull)
- Star Trek: Deep Space Nine
- Star Trek: Enterprise
- Raumschiff Enterprise – Das nächste Jahrhundert
- Raumschiff Enterprise
- Star Trek: Raumschiff Voyager
- Tombstone Territory
- Twin Peaks
- V – Die außerirdischen Besucher kommen
- Die Leute von der Shiloh Ranch
- Verrückter wilder Westen ("Night of the Returning Dead" S02E05)
- Wonder Woman

### Musikvideos
- Modern World, Collapsing Scenery (2018)
- More Dead, Death Valley Girls (2018)
- Easier, 5 Seconds of Summer (2019)
- Til the light goes out, Lindsey Stirling (2020)